# Fra Angelico
Fra Angelico, även Beato Angelico, Fra Giovanni da Fiesole, Guido di Pietro da Mugello, född cirka 1397 i Vicchio, död 18 februari 1455 i Rom, var en italiensk renässanskonstnär, verksam i Florens.

## Biografi
Som ung, nyutbildad målare blev Fra Angelico munk i klostret San Domenico i Fiesole. Hans måleri utmärker sig mer av hans religiösa övertygelse än av de samtida renässansidéerna; hans motiv är sålunda mer kristna än de ofta profana motiven som annars var vanliga i hans samtid. Ljuset i hans konst omnämns ofta som gudomligt snarare än naturalistiskt och även om han använde den nya perspektivkonsten i sina kompositioner fick effekterna alltid en underordnad roll i religionens tjänst.
Tillsammans med sin äldre bror Benedetto trädde Guido in i dominikanorden i Fiesole år 1407, i ett helt nytt kloster som grundats och leddes av Giovanni di Domenico Bacchini. Båda två var mycket begåvade konstnärer (Benedetto, död 1448, gjorde sig känd som skicklig miniatyrmålare). Benedetto anses ha hjälpt sin yngre bror med freskerna i Florens San Marcokloster.
Fra Angelico kom under inflytande av Giotto, vars verk han kunde beundra i Assisi. Man vet inte något alls om hans tidiga konstnärsstudier. Det har föreslagits att han studerade för Gherardo, Starnina eller Lorenzo Monaco. Målningarna visar på inflytande från skolan i Sienna.
De båda bröderna blev år 1409 tvungna att lämna klostret i Fiesole och flytta till Foligno i Umbrien. Anledningen var den stora schismen, striden mellan påvarna Gregorius XII, Benedictus XIII och Alexander V. De var anhängare av Gregorius XII. År 1414 bröt pesten ut i Foligno och de drog sig undan till Cortona, varifrån de återvände till Fiesole efter fyra år. Fra Angelico förblev därefter i Fiesole under sexton år.
Vid slutet av denna period blev Fra Angelico inbjuden till Florens för att smycka det nya klostret San Marco, som Cosimo de Medici rikligt hade bidragit till. Hans altartavla där (möjligen utförd omkring 1439) är ett av de första exemplen på Madonnan, änglar och helgon som befinner sig i samma rumssfär.
Fra Angelico förblev i Florens i tio år, den allra rikaste perioden av hans produktiva liv. År 1867 gjordes detta kloster om till museum. Alla Nya Testamentets stora teman finns med. Man finner bland annat bebådelsen, de tre vise männens tillbedjan, nattvarden, jungfruns kröning och den stora korsfästelsen. Han blev också inbjuden till Rom av påven Eugenius IV för att måla för honom i Vatikanen, där han sedan fortsatte att utföra verk också för Eugenius efterträdare, Nicolaus V, som visade sig generös gentemot konstnären och betalade honom 200 gulddukater. Ett av kapellen han dekorerade, Cappella del Sacramento, förstördes senare av Paulus III.
År 1447 började han på Eugenius IV:s uppmaning arbeta på Mariakapellet i katedralen i Orvieto, där han tillsammans med sina lärlingar Benozzo Gozzoli, Giovanni d’Antonio av Florens och Giacomo d’Antonio av Poli skulle måla Yttersta Domen. Han avslutade dock inte detta verk, utan återvände till Rom (det avslutades först 1499 av Luca Signorelli). Hans sista verk, freskerna för påve Nicolaus kapell i Vatikanen, utfördes troligen av hans lärlingar efter skisser han gjort. Det sägs att påven ville göra honom till ärkebiskop i Florens, men han avböjde. Fra Angelico dog i Rom och begravdes i kyrkan Santa Maria sopra Minerva, där hans gravsten fortfarande kan beskådas.
Hans skolning som miniatyrist ger sig ofta tillkänna: i färgerna, den reliefflösa gestaltningen och anatomin, som inte alltid är helt korrekt (därför att den inte intresserar honom). Tekniskt talat är han den siste i Giottos linje. Även om han inte har förnyat den tradition han följde, gav han den ett säreget och personligt uttryck. Vad han ville fånga var själva det ideal han själv bar på och ge synlig form åt sin tro. Han har kallats ”målaren av serafiska drömmar” på grund av sina unga madonnor, sina änglar och vad som uppfattats som himmelskt fagra kvinnofigurer.

Fra Angelico – ”Bebådelsen” (cirka 1432). Pradomuseet, Madrid.

Fra Angelico saligförklarades 1982.